# Trigonotis clarkei
Trigonotis clarkei är en strävbladig växtart som beskrevs av Robert Reid Mill. Trigonotis clarkei ingår i släktet Trigonotis och familjen strävbladiga växter. Inga underarter finns listade i Catalogue of Life.